# Oikos

Pianta tipica di una casa dell'antica Grecia.

Il termine òikos (in greco antico: οἶκος?, al plurale οἶκοι) significa famiglia o casa.
Un oikos era l'unità di base della società, nella maggior parte della città-stato greche, e comprendeva il capo dell'oikos (di solito il maschio più anziano), la sua famiglia (moglie e figli), e gli schiavi che vivevano insieme in un ambiente domestico. I grandi oîkoi avevano anche delle aziende agricole, di solito condotte dagli schiavi, che erano anche l'unità agricola di base dell'antica economia.
Gli oîkoi greci si differenziavano molto dalle domus romane nella struttura architettonica, anche se la Grecia entrò a far parte dell'Impero Romano per molto tempo. Si trattava di strutture costruite intorno a un peristilio lastricato con spazi distinti per uomini e donne.
La prima parte della casa era costituita dal gynaikonitis (γυναικωνῖτις, "galleria delle donne"), o peristilio (περιστύλιον), con al di là l'oikos vero e proprio che costituiva il centro dell'attività domestica. Questo era costituito dalle camere da letto e dalla sala da pranzo. La seconda parte della casa, l'andronitis (ἀνδρωνῖτις, pl. ἀνδρωνῖται), era il centro dell'attività maschile. Vi si potevano trovare altre sale da pranzo, alloggi per gli ospiti e biblioteche.

## Famiglia

### Uomini
Nell'antica Grecia il (kyrios, κύριος) era l'uomo "capo" della casa. In questo senso aveva la responsabilità di rappresentare gli interessi del suo oikos nelle polis più ampie e di fornire tutela giuridica alle donne e ai minori con i quali condivideva la sua casa. Inizialmente il kyrios di un oikos era il marito e padre della prole. Tuttavia, quando tutti i figli legittimi raggiungevano l'età adulta il ruolo di kyrios poteva, in molti casi, essere trasferito dal padre alla successiva generazione di sesso maschile. Quando un figlio riceveva la sua parte di eredità, sia prima che dopo la morte di suo padre, si diceva che veniva formato un nuovo oikos. Pertanto nuovi oîkoi si formavano ad ogni generazione e avrebbero continuato a perpetuarsi attraverso il matrimonio e la nascita dei figli. 
Il complesso rapporto tra padre e figlio era anche legato intrinsecamente al trasferimento della proprietà di famiglia: un figlio legittimo poteva aspettarsi di ereditare la proprietà di suo padre e, in cambio, era legalmente obbligato a provvedere alle necessità di suo padre nella vecchiaia. Se un figlio non si prendeva cura dei suoi genitori poteva essere condannato alla perdita dei suoi diritti di cittadinanza. Tuttavia, i padri potevano essere perseguiti dai loro figli per maltrattamenti, nel caso fossero stati obbligati a prostituirsi o non avessero fornito loro un'adeguata istruzione. Inoltre, l'erede di un patrimonio poteva anche essere costretto a compiere i riti di sepoltura al funerale del defunto e continuare a fornire i riti commemorativi annuali. Questo era un fattore estremamente importante per gli ateniesi, che erano notoriamente molto pii.

### Donne
Anche se gli uomini facevano parte sia della polis che dell’oikos, le donne avevano un ruolo solo nell'oikos.
Come illustrato nelle opere poetiche di Omero, i personaggi femminili delle classi superiori conducevano una vita relativamente indipendente. Anche se le donne erano tecnicamente cittadine dello Stato non avevano alcun diritto di cittadinanza. Le donne non avevano diritti politici e non potevano, in alcun modo, avere incarichi di governo. Potevano svolgere solo attività limitate ed ereditare piccole proprietà. La gestione delle proprietà di una donna era demandata al marito o al padre.
Le donne raramente ricevevano eredità, dal momento che la legge di successione era attraverso la linea maschile. Invece, ricevevano doti al momento del matrimonio.
Infatti, ad Atene, i testamenti scritti erano ammessi solo qualora non ci fosse stato un figlio maschio, mentre a Sparta le donne erano in grado di possedere ed ereditare proprietà. I matrimoni delle figlie erano organizzati dai padri.
In casa le donne erano tenute segregate nei loro ambienti, chiamati gynaikonitis, ed erano praticamente invisibili. Esse erano responsabili soltanto del loro oikos, che significava occuparsi degli schiavi, dei bambini, del cibo, della pulizia della casa, di curare i malati e di provvedere al vestiario (dalla filatura della lana al confezionamento). Ma molte cose venivano fatte dalle schiave solo sotto la supervisione del capo della famiglia.
Le donne raramente uscivano di casa, e quelle poche volte sempre accompagnate da schiave. Le donne andavano a fare la spesa e ai pozzi a prendere l'acqua, ma queste incombenze erano principalmente affidate alle schiave e pertanto venivano personalmente svolte soltanto dalle donne più povere che non avevano schiavi. Le donne anziane e vedove avevano più libertà, così come le mogli spartane. Alle mogli di Sparta era permesso anche di bere alcol, che era proibito nella maggior parte delle altre città-stato, oltre ad esercitare maggiore autorità negli οἶκοι. Tuttavia, dalle evidenze della letteratura del tempo, questo standard era raramente osservato. Le donne più povere erano costrette a lavorare, vendendo beni al mercato, filando la lana, facendo il pane, coltivando la terra, in qualità di infermiere o aiutando i loro mariti. Nelle famiglie povere non era possibile separare gli uomini dalle donne. Le vedove povere spesso dovevano lavorare, se non avevano alcuna possibilità di sostegno finanziario.
All'interno della religione le donne avevano un ruolo importante, come ad esempio un ruolo dominante ai funerali, ai matrimoni e in un gran numero di feste pubbliche. C'erano molte sacerdotesse, e le donne avevano anche le loro feste. In alcune feste però, si ritiene che le donne non fossero presenti; né potevano frequentare spettacoli teatrali.

### Bambini
Le donne partorivano in casa, con l'aiuto di tutte le donne della famiglia. Era presente la levatrice (maia, μαῖα) e solo in caso di complicazioni veniva chiamato un medico maschio, ma non esistono notizie dettagliate sulle levatrici. Il parto era considerato come inquinante, quindi non era permesso partorire su un terreno sacro. Alla nascita il custode (di solito il padre) doveva decidere se tenere il bambino. Se veniva tenuto doveva essere fatta una cerimonia di purificazione entro il quinto o il settimo giorno dalla nascita.
Era dovere della madre allattare i suoi figli, ma vi era anche la possibilità di avvalersi di una balia o di biberon in ceramica. Esistono prove fornite da disegni su vasi e quadri di culle in vimini e legno. Dal IV secolo a.C. i bambini appaiono più spesso in rappresentazioni artistiche nell'atto di giocare con giocattoli simili a quelli in uso al giorno d'oggi.
Era consuetudine, in diverse feste, regalare giocattoli ai bambini. Quando le ragazze stavano per sposarsi e quando i ragazzi avevano raggiunto l'adolescenza, era usanza che dedicassero i loro giocattoli alle divinità.
I figli maschi erano favoriti per molte ragioni. Essi perpetuavano la famiglia e il culto della famiglia, accudivano i genitori in età avanzata e organizzavano il funerale per i genitori defunti. Inoltre i figli potevano ereditare la dote delle loro madri. I ragazzi erano allevati negli ambienti femminili della casa fino all'età di sei anni, quando venivano inviati a scuola, ma le ragazze rimanevano sotto la stretta supervisione delle loro madri fino a quando non si sposavano. Raramente uscivano dalla zona femminile della casa e imparavano le abilità domestiche a casa, anche se era loro consentito assistere ad alcune feste religiose. A Sparta i ragazzi lasciavano le loro famiglie, all'età di sette anni, per essere allevati dallo Stato.

### Adozione
Per mantenere la continuità della famiglia, un uomo poteva adottare un figlio, anche se il figlio adottivo non disponeva dei diritti di successione come un figlio naturale. Di solito era un metodo per dare ad un uomo un erede. Dal IV secolo a.C. ad Atene, l'adozione poteva essere fra vivi (quando padre adottivo e figlio adottato erano in vita), o un figlio poteva essere adottato dopo la morte di un uomo attraverso un testamento, o assegnato alla famiglia dopo la sua morte, se non era stato menzionato in un testamento e non c'era un erede.

### Animali domestici
Alcuni animali domestici erano tenuti in casa da almeno il tempo di Omero, il quale cita i cani. L'animale più popolare era un piccolo cane, spesso rappresentato in vasi attici del V secolo a.C..

## Adulterio
C'erano una serie di ragioni per cui gli uomini spesso custodivano gelosamente la fedeltà delle loro mogli. I figli illegittimi erano privati di molti diritti nella maggior parte della città-stato greche; qualora la legittimità degli eredi di un uomo dovesse essere messa in discussione per ragioni di castità della madre, la sua famiglia poteva aver fine. I figli illegittimi potevano anche essere un considerevole depauperamento del patrimonio della famiglia. Presumibilmente, la paura di adulterio era legata al divieto di consumo di alcol da parte delle donne, come evidenziato in opere di Aristofane come Le donne alle Tesmoforie e Lisistrata. Questi timori si sono intensificati dalla natura del matrimonio nella Grecia antica. Il matrimonio era organizzato dal padre della sposa, e gli uomini non avevano uno stretto contatto con la loro promessa sposa prima del matrimonio.

## Sociologia moderna
Oikos viene usato nella moderna sociologia per descrivere gruppi sociali. Si possono conoscere diverse decine o centinaia di persone, ma il tempo ad essi dedicato è estremamente limitato: solo quelli con cui si hanno relazioni durature si può dire facciano parte di un oikos. Ogni individuo ha un gruppo primario che comprende i parenti e gli amici che si relazionano all'individuo attraverso il lavoro, la ricreazione, gli hobby, o per essere vicini. I moderni oîkoi, tuttavia, comprendono persone che condividono una sorta di interazione sociale, sia attraverso la conversazione o la semplice relazione, almeno per un totale di un'ora a settimana.
Il termine oikofobia è usato per riferirsi alla paura della casa o degli elettrodomestici. È stato esteso, dal filosofo Roger Scruton, a significare il rifiuto della propria cultura di origine.